# Falstaff
 Der er for få eller ingen kildehenvisninger i denne artikel, hvilket er et problem. Du kan hjælpe ved at angive troværdige kilder til de påstande, som fremføres i artiklen.

Falstaff er en opera i tre akter af Giuseppe Verdi. Librettoen, der bygger på 
William Shakespeares De lystige koner i Windsor (The Merry Wives of Windsor), er skrevet af Arrigo Boito. Handlingen udspiller sig i Windsor omkring år 1600. Operaen blev uropført den 9. februar 1893 på Teatro alla Scala i Milano.

## Dramatis personae
- Sir John Falstaff (baryton)
- Fru Alice Ford (sopran)
- Ford, Alices mand (baryton)
- Nanetta, deres datter (sopran)
- Fenton (tenor)
- Dr. Cajus (tenor)
- Bardolfo (tenor)
- Pistola (bas)
- Mrs. Quickly (alt)
- Mrs. Meg Page (mezzosopran)
- Værten, Falstaffs page, Fords page (stumme roller)
- Borgere, folk, tjenestefolk, trolde, feer, hekse m.v. (kor)